# San Miguel del Cinca
San Miguel del Cinca ist ein Municipio in der autonomen Gemeinschaft Aragonien in Spanien. Es gehört der Provinz Huesca an. Im Jahr 2022 lebten 801 Menschen auf einer Fläche von 106 km² in San Miguel del Cinca.

## Lage
San Miguel del Cinca liegt etwa 60 Kilometer südöstlich von Huesca und etwa 50 Kilometer nordwestlich von Lleida. Der Río Cinca begrenzt die Gemeinde im Osten.

## Geschichte
1972 wurde die Gemeinde aus den damals noch eigenständigen Kommunen Estiche del Cinca, Pomar de Cinca und Santalecina gebildet.

## Sehenswürdigkeiten
- Michaeliskirche in Estiche del Cinca (Iglesia de San Miguel)
- Salvatorkirche in Pomar de Cinca (Iglesia de San Salvador)
- Kirchenruine in Santalecina (Iglesie de San Pedro de Larroya)

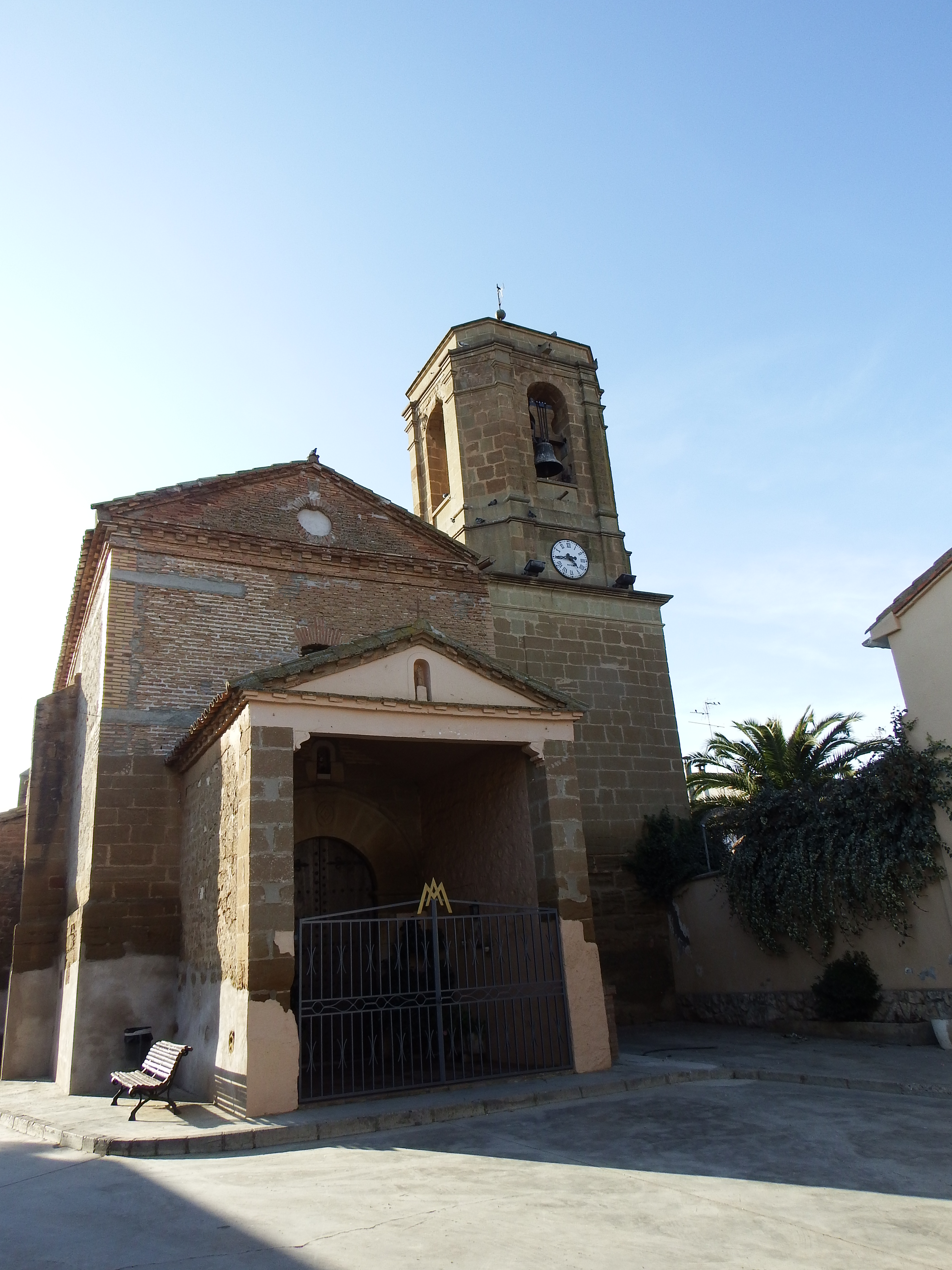
Iglesia de San Miguel
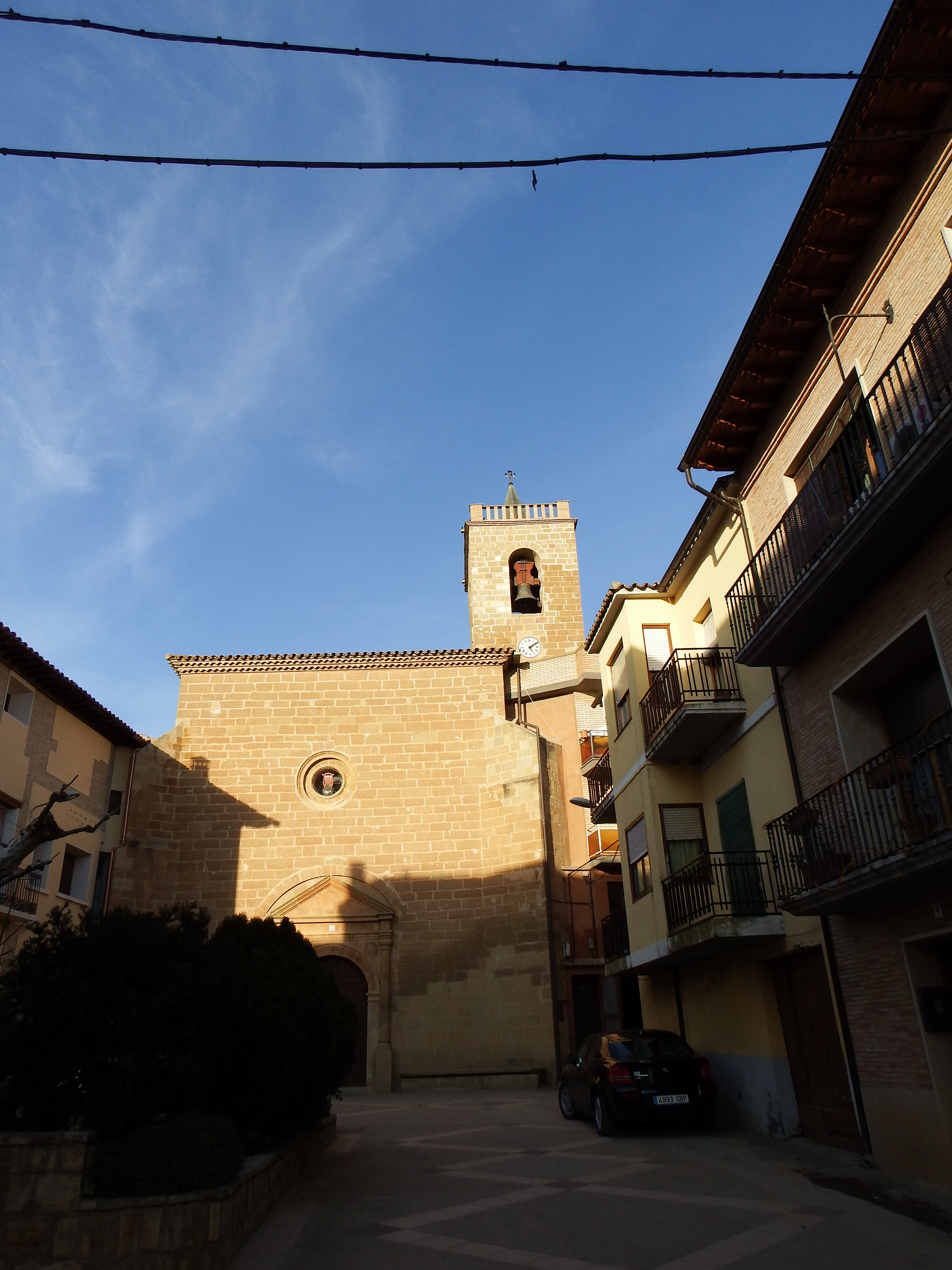
Iglesia de San Salvador